# Битка при Граник
Битката при Граник през май 334 г. пр.н.е. е опит на персийските сатрапи от Мала Азия да спрат нахлуването на македонски войски под предводителството на Александър III Македонски в близост до точката на дебаркиране на македоните на азиатския бряг, както и на Троя. Това е първото голямо сражение на македонските войски срещу тези на персийската Ахеменидска империя. Александър ги сразява и си отваря пътя на юг към населените с гърци градове по брега на Егейско море, както и към вътрешността на Анатолия.

## Предистория
След убийството на Филип Македонски Александър консолидира владенията на Хемуския полуостров, след като много от областите завладени от баща му се активизират, стремейки се да отхвърлят македонската хегемония. Считайки младия македонски владетел за слаб и неспособен, народите от Илирия, Тракия и част от гръцките полиси въстават. В периода от 335 г. пр.н.е. до потеглянето си към Персия, Александър прекършва съпротивата им и осигурява по този начин северния и южния си фланг.
След старателно и задълбочено планиране в Македония, македонският цар започва да се готви за най-голямото си военно начинание: завоюването на Азия. Потегляйки на изток, Александър назначава опитния и верен пълководец Антипатър, служил и на Филип, за регент на всички македонски европейски владения, поверявайки му около 10 хил. пехотинци и 1500 конници, необходими за поддържането на мира.
През пролетта на 334 г. пр.н.е. царят пресича Хелеспонта (Дарданелите) от Сестос до Абидос и нахлува на територията на Персийската империя. Той напредва по пътя за Дасцилий, столица на персийската сатрапия Фригия. Персийските сатрапи събират войските си при град Зелеа и пресрещат Александър при р. Граник, вливаща се в Мраморно море.
Гръцкият наемник Мемнон от Родос, под чието командване се намират около 20 хил. гръцки хоплити наемници, уведомен за оскъдните запаси на македонците, предлага тактиката на изгорена земя – да се унищожат хранителните и други по-важни запаси и ресурси по пътя им с цел тяхното отслабване и по-лесен разгром. Неговото предложение обаче е отхвърлено от персийските сатрапи, които не желаят да изпепеляват земите си. Те са уверени, че ще могат да разгромят Александър в открито сражение, принуждавайки го да прекрати похода си в зародиш и да се оттегли на запад към Македония.

## Битката

### Разположение на силите
Персите разполагат конницата си пред пехотата и се строяват на източния бряг на реката. Някои историци считат, че са направили грешка в построяването си, други, че са искали да използват по-големия си брой конници, а според сър Уилям Тарн „персийските водачи всъщност са имали много мъжествен план, те възнамерявали по възможност да задушат войната при раждането ѝ като убият Александър“.
Войската на Александър среща персите на път от Абид на третия ден на май. Парменион предлага да прекосят реката нагоре по течението ѝ и да нападнат призори на следващия ден, но Александър напада незабавно през реката. Тази тактика изумява персите и ги хваща неподготвени. Македонската линия е построена с тежките фаланги по средата и конница по фланговете. Александър е с придружаващата коннница на дясното крило. Персите придвижват части от центъра към лявото си крило, очаквайки главното нападение да дойде откъм Александър.

### Ход на битката
Битката започва със заблуждаваща маневра от македонското ляво крило, където е Парменион. Персите изпращат подкрепления там и отбиват нападението, но тогава Александър повежда конницата си в класическо клиновидно нападение и удря центъра на персийската линия. Персите контраатакуват с отряд благородници на коне и според разказите в ръкопашния бой няколко от тях са убити от самия Александър или от неговата охрана, въпреки че Александър е замаян от удар с брадва на благородника Спитридат. Преди да може да убие Александър обаче, благородникът е убит от Клит. Александър бързо се възстановява.
Македонската конница тогава се обръща наляво и започва да обръща персийската конница, която се сражава с лявата страна на македонската линия след общо настъпление. В освободеното място в персийската линия се отваря празнина и македонската пехота се втурва срещу слабата персийска пехота отзад. При това и с мнозина от пълководците им вече мъртви, и двата фланга на персийската конница отстъпват, виждайки рухването на центъра. Пехотата също е разгромена, а мнозина са посечени в бягството си.

### Жертви
Македонците губят 115 – 350 конници и 1150 – 1380 пешаци. Персите губят около 1000 конници и 3000 пешаци, най-вече в крайните стадии на битката. Гръцките наемници са пленени от Александър, който заповядва повечето да бъдат екзекутирани, а 2000 изпратени оковани в Македония за тежък труд.

## Последици
Митридат, Ресак, Спитридат и други персийски водачи са убити, а Арсит бяга и се самоубива в сатрапията си. Александър освобождава гръцките градове по егейското крайбрежие, след което навлиза във вътрешността на Анатолия. Персийският шахиншах Дарий III се изправя лично срещу македонския завоевател едва в битката при Иса.